# Александар Бузгалин
Александар Владимирович Бузгалин (рус. Алекса́ндр Влади́мирович Бузга́лин; Москва, 19. јул 1954 — 18. октобар 2023) био је руски марксистички економиста и професор на Московском државном универзитету Ломоносов, на катедри политичке економије, где је уједно био и директор Центра за савремене марксистичке студије. Потпредседник је Светске асоцијације за политичку економију. Заједно са својим блиском сарадником Андрејем Колгановим, сматра се једним од главних представника савременог марксизма у Русији.
Био је члан Централног комитета Комунистичке партије Совјетског Савеза од 1990. до 1991.

## Биографија
Александар Бузгалин је рођен у Москви 19. јула 1954. године.
Дипломирао 1976. на Економском факултету Московског државног универзитета. Докторске студије започиње 1979. а звање доктора наука добија 1988. На поменутом универзитету ради од 1979. а катедру добија 1991.
Током 1990. постаје члан Централног комитета Комунистичке партије Совјетског Савеза и на тој функцији остаје до распуштања партије 1991.
Током Уставне кризе 1993. узима учешће у демонстрацијама, на страни снага које су браниле парламент, а против тадашњег председника Бориса Јељцина.
Учествује у оснивању левичарског часописа "Алтернативе", а од 1994. постаје и његов главни уредник.
Један је од организатора Руског социјалног форума, током 2005. и 2006. године.
Од 2004. је носилац титуле "Заслужног професора Московског универзитета" а од 2014. носилац је титуле "Почасног радника високог професионалног образовања Руске Федерације".
Бузгалин је објавио преко 350 радова, од чега 23 монографије. Његови радови су најчешће написани у сарадњи са професором Андрејем Колгановим.
Уџбеник "Класична политичка економија", који је Бузгалин написао у сарадњи са Андрејем Колгановим и Олгом Барашковом, је 2018. добио награду "Економска књигa године".
До смрти био је ожењен Људмилом Булавком Бузгалином, која је главни истраживач у Центру за проучавање социо-културних промена при Институту за филозофију Руске академије наука.

## Најпознатија дела
- Глобални капитал (2004, 2007) (рус. Глобальный капитал)[3]
- Ограничења капитала (2009) (рус. Пределы капитала)[3]
- Економија у транзицији (1994, 2003) (рус. Переходная экономика)[3]
- Компаративна економија (2005) (рус. Экономическая компаративистика)[3]
- Социјализам 21. века (1995) (рус. Социализм 21 века)[3]